# Elektronische gegevensverwerking

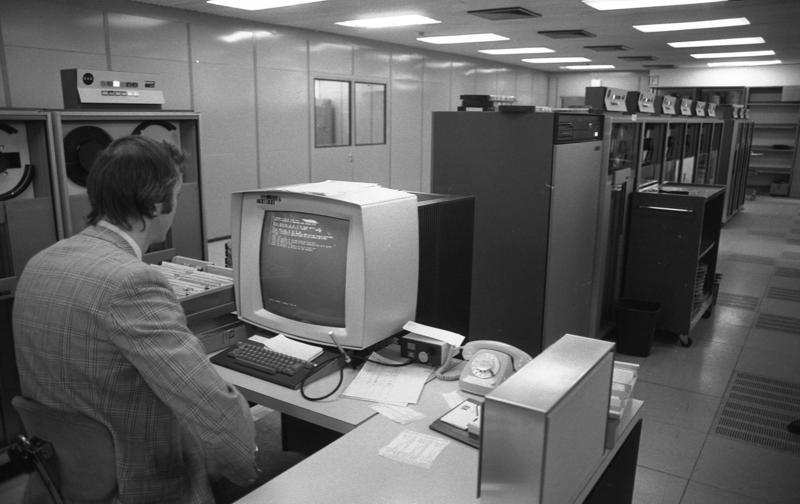
Elektronische gegevensverwerking in de Volkswagen-fabriek in Duitsland, 1973.

Elektronische gegevensverwerking is de verzamelnaam voor gegevensverwerking, dat wil zeggen het verzamelen en verwerken van gegevens door elektronische rekenmachines of computers.

## Geschiedenis

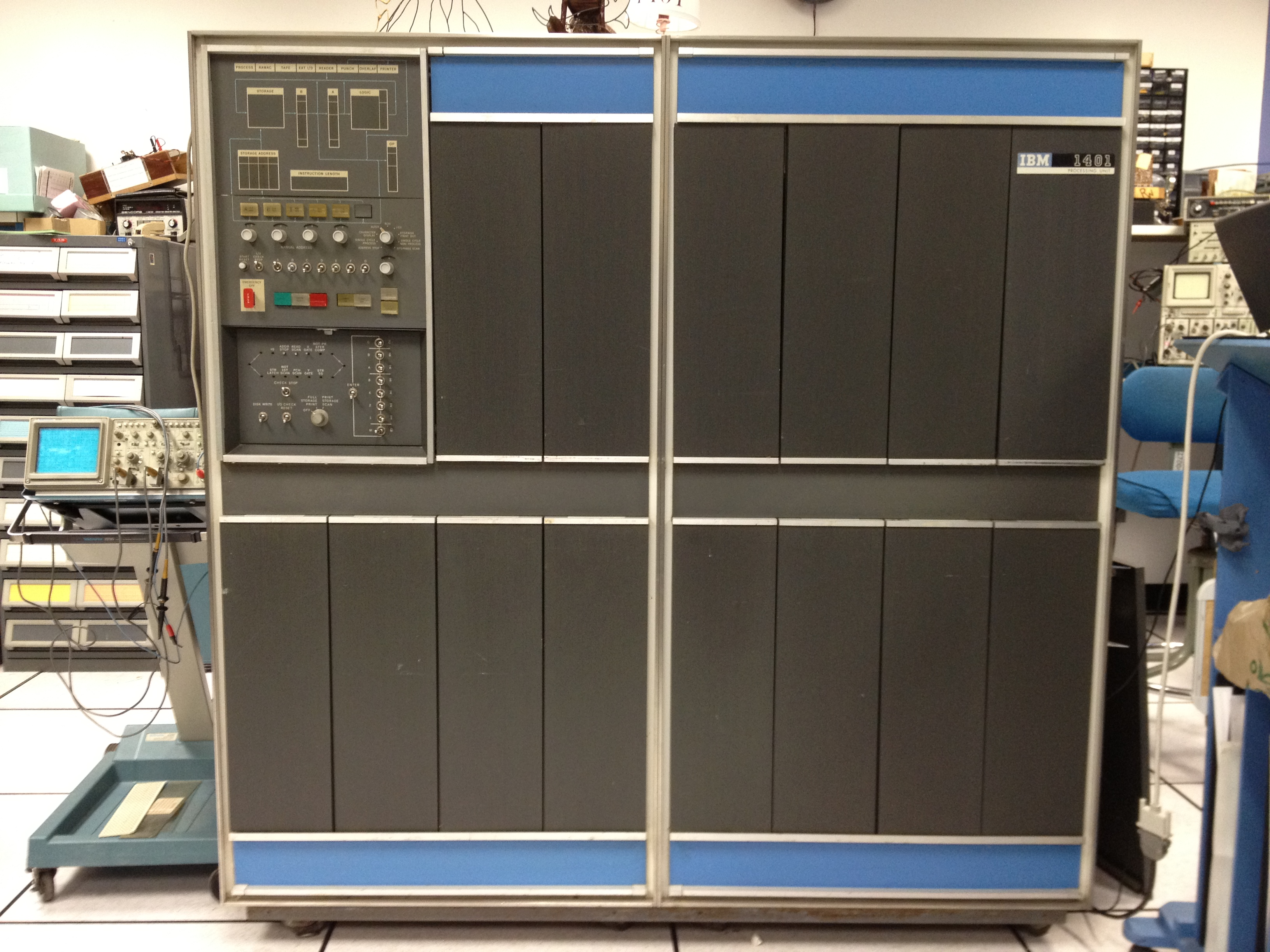
De IBM 1401 uit 1959.

Op 5 oktober 1959 introduceerde IBM de transistorcomputer IBM 1401. De machine werd gepresenteerd als een evolutie van de (toen) traditionele ponskaarttechnologie. Hier werd de term elektronische gegevensverwerking geboren.
De machine tekende het begin van de transformatie van bestaande elektromechanische gegevensverwerkingsmachines (tabulatiemachines, ponskaartmixers) naar de geautomatiseerde omgeving van een computer. De gegevensverwerking verliep sneller en werd goedkoper. In die tijd stapten veel banken, bedrijven met grote magazijnen, vliegtuigmaatschappijen en nutsbedrijven over op de nieuwe elektronische manier van gegevensverwerking.
Door de massaproductie van informatiesystemen door de jaren heen werd het steeds aantrekkelijker, ook voor kleinere bedrijven, om over te stappen naar elektronische gegevensverwerking. Waar in de begindagen software op maat werd geschreven, wordt er tegenwoordig steeds vaker een standaardpakket aangeboden die aan de meeste wensen voldoet. Zo zijn bekende producten Microsoft Office en IBM Lotus, maar is er ook specifieke software voor beheer van loon- en personeelslijsten.
De opslag van de elektronische gegevens is eveneens gestandaardiseerd. Databases worden door verschillende ontwikkelaars ingericht naar een vastgesteld formaat, en veelgebruikte bestandstypen zijn uitwisselbaar tussen computersystemen.